# Sjevernobomberajski jezici
Sjevernobomberajski jezici, jedna od glavnih skupina centralnih malajsko-polinezijskih jezika s poluotoka Bomberai na otoku Nova Gvineja, Indonezija. Obuhvaća svega četiri jezika s po nekoliko stotina govornika svaki.
Predstavnici su arguni ili argoeni [agf], 150 (2000 S. Wurm); onin ili onim [oni], 500 (2000 S. Wurm); sekar ili seka [skz], 450 (Voegelin and Voegelin 1977); i uruangnirin ili faur, tubiruasa [urn], 400 (1983 SIL).

## Vanjske poveznice
- Ethnologue (14th)
- Ethnologue (15th)